# Senad Ibrišimbegović
Senad Ibrišimbegović (* 1981) ist ein bosnischer Fußballschiedsrichterassistent.
Ibrišimbegović ist seit der Saison 2012/13 Schiedsrichterassistent in der bosnischen Premijer Liga.
Seit 2010 steht er auf der Liste der FIFA-Schiedsrichter und ist bei internationalen Fußballspielen im Einsatz.
In der Saison 2014/15 war Ibrišimbegović erstmals bei einem Spiel in der Europa League, in der Saison 2021/22 erstmals bei einem Spiel in der Champions League im Einsatz.
Im April 2024 wurde Ibrišimbegović als Unterstützungsschiedsrichter für die Europameisterschaft 2024 in Deutschland nominiert.